# Каден
Каден (нем. Kaden) — община в Германии, в земле Рейнланд-Пфальц. 
Входит в состав района Вестервальд. Подчиняется управлению Вестербург.  Население составляет 600 человек (на 31 декабря 2010 года). Занимает площадь 2,25 км².

Каден